# Stempeltöpfereikultur
Stempeltöpfereikultur (chinesisch 印纹陶文化, Pinyin Yìnwéntáo Wénhuà, englisch Stamped Pottery Culture; Impressed Pottery Culture) ist eine alte Bezeichnung für eine alte Kultur im südöstlichen China. Sie war hauptsächlich in den Gebieten von Guangdong, Taiwan, Fujian, Hunan, Hubei, Jiangxi, Zhejiang und Jiangsu verbreitet und ist nach ihrem Hauptcharakteristikum benannt: den in die Oberfläche der Tonwaren gedrückten geometrischen Verzierungen. Sie entstammt dem späten Neolithikum und war hauptsächlich in der Zeit der Shang- und Zhou-Dynastien verbreitet. Sie währte nicht nur über einen langen Zeitraum, sondern die Kulturen der verschiedenen Gebiete weisen auch regionale Abweichungen auf.
1978 wurde vom Provinzmuseum Jiangxi und dem Verlag Wenwu chubanshe in Lushan ein Symposium zum Thema der Stempeltöpferei des Jiangnan-Gebiets einberufen.
Die Stempeltöpfereikultur (Impressed Pottery Culture) trat zuerst im frühen Neolithikum auf der Balkanhalbinsel in Europa auf.